# CPU
 Der er for få eller ingen kildehenvisninger i denne artikel, hvilket er et problem. Du kan hjælpe ved at angive troværdige kilder til de påstande, som fremføres i artiklen.

Central processing unit (forkortet "CPU"), på dansk centralprocessorenhed og i daglig tale ofte blot processor, er den elektroniske enhed i en computer, der udfører instruktionerne i et computerprogram.  Historisk set var CPU'en en separat komponent, men i moderne computere er den typisk integreret i en mikroprocessor. Begrebet CPU bruges nu ofte synonymt med mikroprocessor og refererer til den centrale regneenhed, der er ansvarlig for størstedelen af beregningerne i en bred vifte af enheder, fra personlige computere og smartphones til servere i datacentre og indlejrede systemer i f.eks. biler og husholdningsapparater. CPU'ens ydeevne er afgørende for en computers evne til at køre software og behandle data hurtigt og effektivt.

## Kerner
Kernen i CPU'en er der, hvor beregningerne foretages, og det er almindeligt, at producenterne indlægger flere kerner i en CPU. Designet af hver kerne er identisk, og de kan foretage samme type beregninger med samme hastighed. At producere en processor med flere kerner letter designomkostningerne betydeligt, da man, i stedet for at designe en dobbelt så stor og effektiv kerne, kan nøjes med at anvende flere af samme arkitektur og lade dem udføre beregningerne sideløbende. At udnytte en CPU med flere kerner stiller krav til de programmer, man kører på computeren, da programmerne skal optimeres til at sprede de nødvendige beregninger ud over alle kernerne.
AMD var først på markedet med en 2-kernet processor, som hed Athlon X2. Intel lavede derefter deres Pentium D processor. I dag ser man CPU'er med op til 192 kerner.

## Pipelining
I dag benytter de fleste CPU'er instruktionspipelining, der betyder, at en CPU kan starte en ny instruktion hver cyklus. Visse CPU'er kan have 10-20 instruktioner i gang samtidigt.

## Single Instruction Multiple Data (SIMD)
Nogle CPU'er understøtter også SIMD – vektor processering. Hos Intel Pentium 4 hedder det MMX/SSE/SSE2, og i Motorola's G4 hedder det AltiVec Velocity Engine.
Både pipelining og SIMD gør CPU-hastigheden potentielt hurtigere, men pipelining kræver, at oversættere (eng. compiler) flytter rundt på instruktionsrækkefølgen, så de bliver optimeret til pipelining. For at SIMD skal udføre programmer hurtigere, er det nødvendigt at optimere dem til det.

## CPU-arkitekturer
Hoved-CPU-arkitekturen i en PC eller et indlejret system afgør almindeligvis også, hvilke styresystemer (eng. Operativ System, OS) der kan anvendes:
- Intel x86, Intel Pentium.
- AMD x86, AMD K5, K6. Anvendes i PC, som f.eks. kan køre DOS, Microsoft Windows eller en Unix variant: Linux, FreeBSD og OpenBSD.
- Motorola, IBM PowerPC G3, G4, G5. Anvendes i IBM's CHRP. Apple Macintosh kan f.eks. køre Apple Mac OS X (FreeBSD- og MACH-baseret).
- SUN Sparc, UltraSparc. Anvendes i PC som f.eks. kan køre SUN Solaris.
- MIPS oprindelig brugt til generelle systemer, men efterhånden bruges den kun til indlejrede systemer.
- Acorn (nu Intel) ARM, StrongARM.
- Intel Xscale (ARM baseret).
- Transmeta
  - Crusoe. Crusoe processoren kan effektivt simulere en x86 processor.
  - Efficeon. Transmeta.com: Efficeon Arkiveret 31. august 2005 hos  Wayback Machine, Efficeon CPU Chosen by HP for Blade PC Arkiveret 27. september 2004 hos  Wayback Machine